# Specialpedagogik (tidskrift)
Specialpedagogik är Lärarförbundets tidskrift om specialpedagogik. 
Den vänder sig till såväl speciallärare och specialpedagoger som till andra lärare och pedagoger som arbetar i allt från förskolan till specialskolor, särskolor, grund- och gymnasieskolor samt vuxenutbildning. Chefredaktör är Hasse Hedström.